# Piatto con lotta tra Perseo e Fineo
Il cosiddetto Piatto con lotta tra Perseo e Fineo è un'opera decorativa, realizzata tra il 1550 e il 1560 da artista ignoto. Su di esso è dipinto un celebre episodio della mitologia greca.
Commissionato dai Medici di Firenze, rimase per molto tempo nella loro Villa di Cafaggiolo. Oggi si trova esposto presso il Museo Nazionale del Bargello.

## Descrizione
Il piatto illustra la scaramuccia avvenuta tra i compagni di Perseo e i seguaci di Fineo nella reggia di Cefeo durante il pranzo di nozze dell'eroe greco con Andromeda: secondo la versione contenuta nelle Metamorfosi ovidiane Perseo, dopo aver ucciso in vari modi un gran numero di assalitori, si servì della testa di Medusa per pietrificare Fineo e gli altri nemici superstiti. 
Vengono riprodotti due diversi momenti del racconto, sebbene possano sembrare fusi. In primo piano l'artista non inserisce Perseo e Fineo, bensì due vittime degli scontri iniziali, ovvero l'assiro Licabas, ferito a morte, e, già ucciso, il giovane semidio indiano Ati, da lui amato; Licabas cade abbracciando il corpo di Ati, quest'ultimo sorprendentemente caratterizzato da una capigliatura bionda nonostante si tratti di una persona originaria dell'India, con l'artista che tuttavia si mostra fedele al testo latino rappresentando il sangue che ricopre la parte sinistra del volto dell'adolescente in seguito alla percossa mortale che Perseo gli aveva inferto con un ceppo. Ati e Licabas, coppia di guerrieri-amanti, diventano dunque i veri protagonisti di questo piatto. La raffigurazione di Perseo, che estrae la testa di Medusa con la quale vengono pietrificati Fineo e altri guerrieri, è invece collocata più indietro; non è chiaro peraltro quale sia Fineo tra coloro che subiscono la metamorfosi. Nel bailamme spicca un alto e robusto compagno di Perseo, che volge le spalle a Medusa per non rimanere pietrificato, mentre Andromeda fugge dalla sala insieme ai genitori e alle ancelle.